# Rehsener See
Der ca. 5 ha große Rehsener See (in alten Karten auch Rehsenscher See) ist ein See in Sachsen-Anhalt (Deutschland) in der Nähe des Ortsteiles Rehsen der Stadt Oranienbaum-Wörlitz (Landkreis Wittenberg).
Der Rehsener See ist nur wenige Meter tief und liegt auf einer Höhe von 63 m ü. NN. Er ist der herausragendste Naturraum des Ortsteiles und wird über die Elbe in nördliche Richtung in die Nordsee entwässert.
Der See ist ein ehemaliger Altarm der Elbe.
Der Elberadweg auf bzw. am Neuen Wall führt am nördlichen Rande der Gemeinde Rehsen durch die Elbaue.
Als Altarm der Elbe ist er ein eutropher Flachwassersee. Röhrichte und Wiesen säumen seine Ufer.
Der Mehlgraben durchfließt den See und mündet in den Schönitzer See.
2002 wurde auch dieses Gebiet vom Hochwasser der Elbe heimgesucht. Nach einem herbeigeführten Deichbruch bei Rehsen wurde auch das Schönitzer Luch überflutet.
Bekannt ist der See als Angelgewässer für seinen Fischreichtum. Es finden sich Aale, Barsche, Hechte, Karpfen, Plötze, Schleie und Zander in dem See.